# Pyrus pyraster

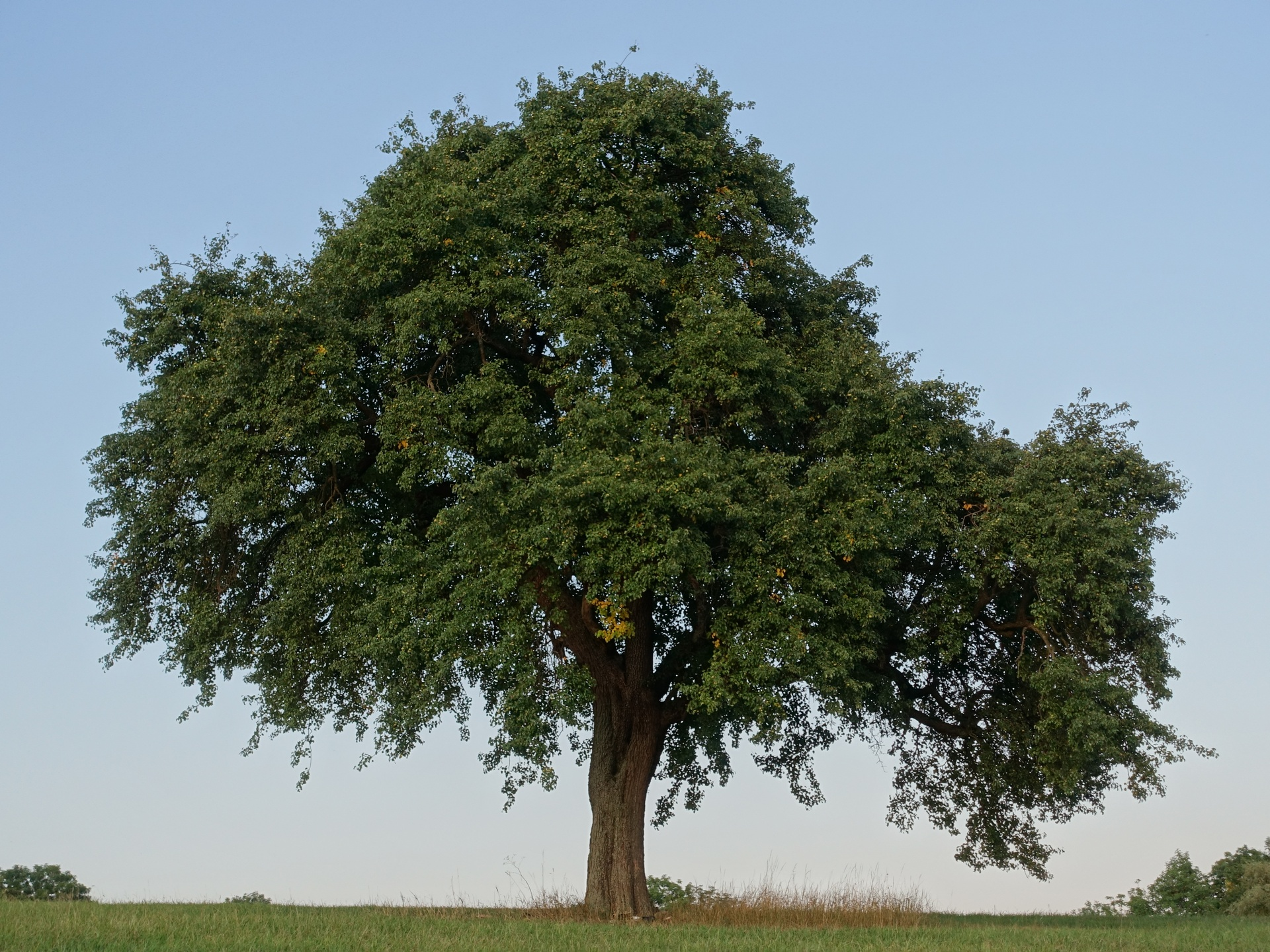
Árbol de Pyrus pyraster

Pyrus pyraster, el peral silvestre europeo es una especie de peral originario del Centro y el Este de Europa y el Suroeste de Asia. 

## Descripción
Es un árbol que puede alcanzar hasta los 20 m de alto. Las hojas son alternas, con un pedúnculo muy largo y la forma de las hojas es aovada o redondeada, con una longitud entre los 2 y los 8 cm. El borde es finamente serrado. Las flores aparecen en los meses de abril y mayo y forman racimos umbelares de 3 a 9 florescencias. Los pétalos son blancos y alguna vez rosados. El fruto se produce en los meses de septiembre y octubre. La corteza es de color pardo grisáceo, con escamas y con muchas grietas.

## Distribución
Es árbol propio de toda Europa y Asia Menor. Se encuentra en el llano pero también en la zona de media montaña hasta los 800 m s. n. m. Prefiere el suelo calizo y más bien seco.

## Taxonomía
Pyrus pyraster fue descrita por (Linneo) Du Roi y publicado en Anl. Erzieh. Holzart. 2: 193, en el año 1787
Sinonimia
- Pyrus communis var. pyraster L.	[3]